# Episodi di Black Sails (terza stagione)
La terza stagione della serie televisiva Black Sails, composta da 10 episodi, è stata trasmessa dal canale statunitense via cavo Starz dal 23 gennaio al 26 marzo 2016.
In Italia, la stagione è andata in onda in prima visione sul canale satellitare AXN, a meno di 72 ore di distanza dagli Stati Uniti, dal 26 gennaio al 29 marzo 2016. Verrà trasmessa dal 12 settembre 2017 in chiaro su Cine Sony.
A partire da questa stagione entrano nel cast principale Luke Roberts e Ray Stevenson. Al termine di questa stagione escono dal cast principale Zach McGowan, Hakeem Kae-Kazim e Louise Barnes.
| nº | Titolo originale | Prima TV USA     | Prima TV Italia  |
| -- | ---------------- | ---------------- | ---------------- |
| 1  | XIX.             | 23 gennaio 2016  | 26 gennaio 2016  |
| 2  | XX.              | 30 gennaio 2016  | 2 febbraio 2016  |
| 3  | XXI.             | 6 febbraio 2016  | 9 febbraio 2016  |
| 4  | XXII.            | 13 febbraio 2016 | 16 febbraio 2016 |
| 5  | XXIII.           | 20 febbraio 2016 | 23 febbraio 2016 |
| 6  | XXIV.            | 27 febbraio 2016 | 1º marzo 2016    |
| 7  | XXV.             | 5 marzo 2016     | 8 marzo 2016     |
| 8  | XXVI.            | 12 marzo 2016    | 15 marzo 2016    |
| 9  | XXVII.           | 19 marzo 2016    | 22 marzo 2016    |
| 10 | XXVIII.          | 26 marzo 2016    | 29 marzo 2016    |

## XIX.
- Titolo originale: XIX.
- Diretto da: Alik Sakharov
- Scritto da: Jonathan E. Steinberg e Robert Levine

### Trama
Rackham adotta misure drastiche per ricostruire il forte. Il Walrus è attirato in una trappola. Eleanor scopre una scappatoia. Un vecchio mentore torna a  Nassau.
- Guest star: Patrick Lyster (Capitano Benjamin Hornigold), Roland Reed (Dufresne), Craig Jackson (Augustus Featherstone), Andre Jacobs (De Groot), Laudo Liebenberg (Dooley), Alistair Moulton Black (Dottor Howell), Winston Chong (Joji), Mark Sykes (Capitano del mercantile), Jonathan Taylor (Magistrato Hazzard), Rob Fruithof (Capitano schiavista), Rhinus Lotz (Ufficiale schiavista), Dorette Potgieter (Moglie del magistrato), Eddie Baroo (Tom), Kevin Abbott (Edgar), Neville Thomas (Giudice finto), Richard Wright-Firth (Muldoon), Johan Vermaak (Sosia di Eleanor), Colette Brand (Celeste), Carl Van Haght (Hallendale), Jenna Saras (Figura della morte), Richard Lothian (Dobbs), Calvin Hayward (Wayne).
- Ascolti USA: telespettatori 843 000[3]

## XX.
- Titolo originale: XX.
- Diretto da: Lukas Ettlin
- Scritto da: Jonathan E. Steinberg e Brad Caleb Kane

### Trama
L'equipaggio del Walrus sfida gli elementi. Teach e Rackham sono in disaccordo. Rogers ed Eleanor discutono la loro collaborazione. Bonny teme per il futuro con Max.
- Guest star: Patrick Lyster (Capitano Benjamin Hornigold), Roland Reed (Dufresne), Lise Slabber (Idelle), Craig Jackson (Augustus Featherstone), Anna-Louise Plowman (Signora Hudson), Andre Jacobs (De Groot), Richard Wright-Firth (Muldoon), Stuart Williamson (Murtaugh), Jason Cope (Capitano Chamberlain), Martin Munro (Palmer), Laudo Liebenberg (Dooley), Wilson Carpenter (Recluta pirata 1), Dyllon Davidson (Recluta pirata 2), Gideon Lombard (Warren), Greig Rogers (Morte), Alistair Moulton Black (Dottor Howell), Winston Chong (Joji), Calvin Hayward (Wayne), Richard Lothian (Dobbs).
- Ascolti USA: telespettatori 759 000[4]

## XXI.
- Titolo originale: XXI.
- Diretto da: Stefan Schwartz
- Scritto da: Jonathan E. Steinberg e Dan Shotz

### Trama
Disperso in mare con Flint, Silver arriva al limite. Rackham prende il comando mentre Nassau si prepara ad affrontare un'invasione.
- Guest star: Patrick Lyster (Capitano Benjamin Hornigold), Craig Jackson (Augustus Featherstone), Andre Jacobs (De Groot), Laudo Liebenberg (Dooley), Anna-Louise Plowman (Signora Hudson), Jason Cope (Capitano Chamberlain), Dan Robbertse (Capitano Throckmorton), Aidan Whytock (Jacob Garrett), Craig Hawks (Reuben), Wilson Carpenter (Ellers), Alistair Moulton Black (Dottor Howell), Richard Lothian (Dobbs), Winston Chong (Joji), Martin Evans (Mercante benestante), Greig Rogers (Morte), Nicholas Dallas (Stimatore), Rory Acton Burnell (Colin), David Viviers (Oates), Martin Munro (Palmer), Miles Petzer (Vedetta ansante), Calvin Hayward (Wayne), Roland Reed (Dufresne).
- Ascolti USA: telespettatori 501 000[5]

## XXII.
- Titolo originale: XXII.
- Diretto da: Steve Boyum
- Scritto da: Jonathan E. Steinberg e Lisa Schultz Boyd

### Trama
Woodes vuole riportare la civiltà a Nassau e prende di mira Vane. Flint, Silver e Billy affrontano un nuovo nemico. Rackham prende posizione contro l'equipaggio.
- Guest star: Patrick Lyster (Capitano Benjamin Hornigold), Roland Reed (Dufresne), Craig Jackson (Augustus Featherstone), Andre Jacobs (De Groot), Anna-Louise Plowman (Signora Hudson), Laudo Liebenberg (Dooley), Moshidi Motshegwa (La regina dei cimarroni), Zethu Dlomo (Madi), Jason Cope (Capitano Chamberlain), Chris Fisher (Ben Gunn), Craig Hawks (Reuben), Tyrone Dadd (Pirata), Siv Ngesi (Udo), Andrian Mazive (Kofi), Michael Kirch (Addetto all'indulto), Wilson Carpenter (Ellers), Francis Chouler (Luogotenente Perkins), Rory Appleton (Giubba Rossa 1), Jimi Ogunlaja (Schiavo serio), Gideon Lombard (Warren), Alistair Moulton Black (Dottor Howell), Richard Lothian (Dobbs), Winston Chong (Joji), Warren Germishuys (Pirata nervoso), Calvin Hayward (Wayne).
- Ascolti USA: telespettatori 640 000[6]

## XXIII.
- Titolo originale: XXIII.
- Diretto da: Alik Sakharov
- Scritto da: Jonathan E. Steinberg e Robert Levine

### Trama
Il destino dell'equipaggio è appeso a un filo e Flint fa un'offerta audace alla regina, Max coglie un'opportunità, mentre Eleanor e Rogers affrontano una nuova minaccia.
- Guest star: Patrick Lyster (Capitano Benjamin Hornigold), Lise Slabber (Idelle), Craig Jackson (Augustus Featherstone), Moshidi Motshegwa (La regina dei cimarroni), Anna-Louise Plowman (Signora Hudson), Zethu Dlomo (Madi), Craig Hawks (Reuben), Chris Fisher (Ben Gunn), Wilson Carpenter (Ellers), Francis Chouler (Luogotenente Perkins), Sibongile Mlambo (Eme), Michael Kirch (Addetto all'indulto), Isak Férriz (Spagnolo), Alwyn Marx (Ufficiale spagnolo), Greig Rogers (Morte), Andrian Mazive (Kofi), Andre Jacobs (De Groot), Richard Lothian (Dobbs), Winston Chong (Joji), Alistair Moulton Black (Dottor Howell), Laudo Liebenberg (Dooley), Calvin Hayward (Wayne).
- Ascolti USA: telespettatori 679 000[7]

## XXIV.
- Titolo originale: XXIV.
- Diretto da: Lukas Ettlin
- Scritto da: Dan Shotz

### Trama
Silver confida a Madi ciò che prova veramente per Flint. Rackham trova un punto debole nella conquista di Nassau di Rogers. Flint e Teach si battono per la flotta.
- Guest star: Patrick Lyster (Capitano Benjamin Hornigold), Lise Slabber (Idelle), Craig Jackson (Augustus Featherstone), James Alexander (Juan Antonio Grandal), Anna-Louise Plowman (Signora Hudson), Moshidi Motshegwa (La regina dei cimarroni), Zethu Dlomo (Madi), Chris Fisher (Ben Gunn), Richard Lothian (Dobbs), Sylvaine Strike (Netta), Craig Hawks (Reuben), Francis Chouler (Luogotenente Perkins), Steve Larter (Ex pirata 1), Michael Kirch (Addetto all'indulto), Brett Williams (Pirata arbitro), Andre Jacobs (De Groot), Winston Chong (Joji), Laudo Liebenberg (Dooley), Wilson Carpenter (Ellers), Andrian Mazive (Kofi), Siv Ngesi (Udo).
- Ascolti USA: telespettatori 603 000[8]

## XXV.
- Titolo originale: XXV.
- Diretto da: Rob Bailey
- Scritto da: Marc Berzenski e Josh Rothenberger

### Trama
Flint escogita un piano per riconquistare Nassau usando il nascondiglio segreto. La Spagna avanza un'altra richiesta. Silver manda un messaggio inequivocabile a Flint.
- Guest star: Patrick Lyster (Capitano Benjamin Hornigold), Roland Reed (Dufresne), Lise Slabber (Idelle), Craig Jackson (Augustus Featherstone), Andre Jacobs (De Groot), Anna-Louise Plowman (Signora Hudson), Moshidi Motshegwa (La regina dei cimarroni), Zethu Dlomo (Madi), Andrian Mazive (Kofi), Siv Ngesi (Udo), Francis Chouler (Luogotenente Perkins), Fiona Ramsay (Signora Mapleton), Sibongile Mlambo (Eme), James Alexander (Juan Antonio Grandal), Will Karsten (Astante della taverna), Garth Breytenbach (Maggiore Rollins), Nevena Jablanovic (Georgia), Christopher Stein (Guardia alla porta), Winston Chong (Joji), Alistair Moulton Black (Dottor Howell), Laudo Liebenberg (Dooley), Richard Lothian (Dobbs), Calvin Hayward (Wayne), Chris Fisher (Ben Gunn).
- Ascolti USA: telespettatori 658 000[9]

## XXVI.
- Titolo originale: XXVI.
- Diretto da: Stefan Schwartz
- Scritto da: Evan Bleiweiss

### Trama
Eleanor percepisce che qualcosa non va e avvisa Hornigold. La carovana del governatore viene attaccata. Max capisce che c'è una spia nel gruppo.
- Guest star: Patrick Lyster (Capitano Benjamin Hornigold), Andre Jacobs (De Groot), Laudo Liebenberg (Dooley), Richard Lothian (Dobbs), Jason Cope (Capitano Chamberlain), Zethu Dlomo (Madi), Nevena Jablanovic (Georgia), Winston Chong (Joji), Andrian Mazive (Kofi), Chris Fisher (Ben Gunn), Calvin Hayward (Wayne), Terry Hoffman (Sentinella), Garth Breytenbach (Maggiore Rollins), Lemogang Tsipa (Chidi), Roger Thomas (Nostromo di Hornigold), Wayne Harrison (Dottor Marcus).
- Ascolti USA: telespettatori 677 000[10]

## XXVII.
- Titolo originale: XXVII.
- Diretto da: Steve Boyum
- Scritto da: Brad Caleb Kane e Tyler Van Patten (soggetto); Brad Caleb Kane (sceneggiatura)

### Trama
Flint e Silver mettono in atto un piano rischioso per eludere Hornigold. Billy cerca di mettere l'opinione pubblica contro Eleanor. Teach riceve notizie da Nassau.
- Guest star: Patrick Lyster (Capitano Benjamin Hornigold), Lise Slabber (Idelle), Craig Jackson (Augustus Featherstone), Andre Jacobs (De Groot), Laudo Liebenberg (Dooley), Anna-Louise Plowman (Signora Hudson), Moshidi Motshegwa (La regina dei cimarroni), Zethu Dlomo (Madi), Fiona Ramsay (Signora Mapleton), Jason Cope (Capitano Chamberlain), Mark Elderkin (Pastore Lambrick), Chris Fisher (Ben Gunn), Wayne Harrison (Dottor Marcus), Aidan Whytock (Jacob Garrett), Wilson Carpenter (Ellers), Francis Chouler (Luogotenente Perkins), James Frost (Accompagnatore), Emmanuel Castis (Ufficiale di Corte), Adam Neill (Signor Soames), Roger Thomas (Nostromo di Hornigold), Andrian Mazive (Kofi), Winston Chong (Joji), Richard Lothian (Dobbs), Calvin Hayward (Wayne), Dan Robbertse (Capitano Throckmorton).
- Ascolti USA: telespettatori 608 000[11]

## XXVIII.
- Titolo originale: XXVIII.
- Diretto da: Alik Sakharov
- Scritto da: Jonathan E. Steinberg e Robert Levine

### Trama
Flint guida un esercito via terra. Rackham e Bonny intercettano una flotta dall’aspetto familiare. Silver concede a Dobbs una chance di riscatto. Nasce un nuovo mito.
- Guest star: Patrick Lyster (Capitano Benjamin Hornigold), Lise Slabber (Idelle), Craig Jackson (Augustus Featherstone), Andre Jacobs (De Groot), Laudo Liebenberg (Dooley), Moshidi Motshegwa (La regina dei cimarroni), Zethu Dlomo (Madi), Fiona Ramsay (Signora Mapleton), Chris Fisher (Ben Gunn), Aidan Whytock (Jacob Garrett), Richard Lothian (Dobbs), Garth Breytenbach (Maggiore Rollins), Dan Robbertse (Capitano Throckmorton), Adam Neill (Signor Soames), Wayne Harrison (Dottor Marcus), Jason Cope (Capitano Chamberlain), Wilson Carpenter (Ellers), Andrian Mazive (Kofi), Tshamano Sebe (Signor Smalls), Roger Thomas (Nostromo di Hornigold), Darron Meyer (Luogotenente di Chamberlain), Winston Chong (Joji), Craig Hawks (Reuben), Calvin Hayward (Wayne), Siv Ngesi (Udo), Ramey Short (Pirata prigioniero), Terry Hoffman (Sentinella).
- Ascolti USA: telespettatori 644 000[12]